# Кліора (Оклахома)
Кліора (англ. Cleora) — переписна місцевість (CDP) в США, в окрузі Делавер штату Оклахома. Населення — 1220 осіб (2020).

## Географія
Кліора розташована за координатами 36°35′42″ пн. ш. 94°56′34″ зх. д. / 36.59500° пн. ш. 94.94278° зх. д. (36.595027, -94.942887).  За даними Бюро перепису населення США в 2010 році переписна місцевість мала площу 31,53 км², з яких 30,70 км² — суходіл та 0,83 км² — водойми.

## Демографія
Згідно з переписом 2010 року, у переписній місцевості мешкали 1463 особи в 721 домогосподарстві у складі 483 родин. Густота населення становила 46 осіб/км².  Було 1658 помешкань (53/км²).
Расовий склад населення:
| - 85,5 % — білих - 9,9 % — корінних американців - 0,2 % — азіатів - 0,1 % — чорних або афроамериканців |

До двох чи більше рас належало 4,0 %. Частка іспаномовних становила 1,0 % від усіх жителів.
За віковим діапазоном населення розподілялося таким чином: 12,9 % — особи молодші 18 років, 55,5 % — особи у віці 18—64 років, 31,6 % — особи у віці 65 років та старші. Медіана віку мешканця становила 58,5 року. На 100 осіб жіночої статі у переписній місцевості припадало 109,9 чоловіків;  на 100 жінок у віці від 18 років та старших — 107,3 чоловіків також старших 18 років.
Середній дохід на одне домашнє господарство  становив 66 970 доларів США (медіана — 39 219), а середній дохід на одну сім'ю — 83 179 доларів (медіана — 54 375). Медіана доходів становила 50 625 доларів для чоловіків та 31 685 доларів для жінок. За межею бідності перебувало 14,6 % осіб, у тому числі 35,1 % дітей у віці до 18 років та 3,3 % осіб у віці 65 років та старших.
Цивільне працевлаштоване населення становило 502 особи. Основні галузі зайнятості: освіта, охорона здоров'я та соціальна допомога — 16,9 %, будівництво — 12,9 %, науковці, спеціалісти, менеджери — 12,2 %.